# نیلوفر آبی زرد
نیلوفر آبی زرد، لاله مردابی زرد یک گیاه آبزی بومی اوراسیا از تیرهٔ نیلوفرآبیان است.
این گیاه در غالب نواحی نیم کره شمالی و آب‌های راکد یافت می‌شود. عطر آن بسیار قوی تر از نیلوفر آبی است.
گیاهی است پایا، دارای برگ‌های ضخیم، بیضوی -مدور با دمبرگ دراز. گل‌های آن به رنگ زرد زیبا و به پهنای ۳ تا ۷ سانتی‌متر است.
این گیاه در آب‌های نواحی مختلف ایران مانند کرمانشاه و شیراز یافت می‌شود.

## خواص درمانی
این گیاه مانند نیلوفر آبی اثر تسکین‌دهنده، آرامش‌بخش و قابض دارد. ساقهٔ گیاه، بخش درمانی آن است. تنتور آن به مقدار ۲۰ تا ۲۵ قطره در روز مخلوط با شربت ساده مصرف می‌شود.

## ترکیبات شیمیایی
ریزوم این گیاه حاوی مواد قندی مختلف، نشاسته، مواد رزینی و آلکالوئیدی به نام نوفارین و نوفاریدین همراه با تانن است. مقدار نشاسته در ریزوم جوانه این گیاه معادل ۱۸ درصد ذکر شده‌است.

## نماد شهر کرمانشاه
نیلوفر آبی زرد از سال ۱۳۹۶ در یک کمپین تبلیغاتی توسط شهرداری و شورای شهر کرمانشاه به عنوان نماد این شهر و رنگ این گل نیز به عنوان رنگ نمادین این شهر انتخاب شده‌است. این گل در سرآب نیلوفر در نزدیکی شهر کرمانشاه می‌روید و به عنوان نمادی از آیین مهر در نقوش طاق بستان نیز مورد استفاده قرار گرفته‌است.

## نگارخانه

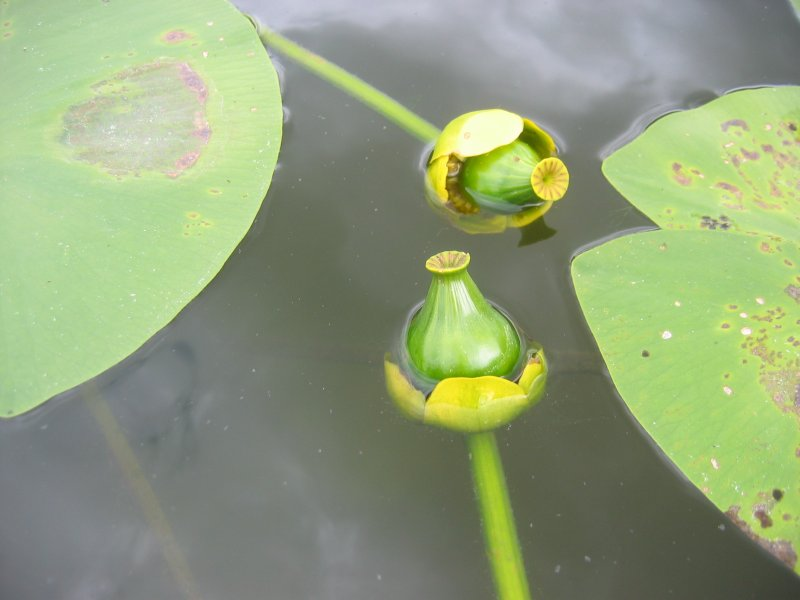
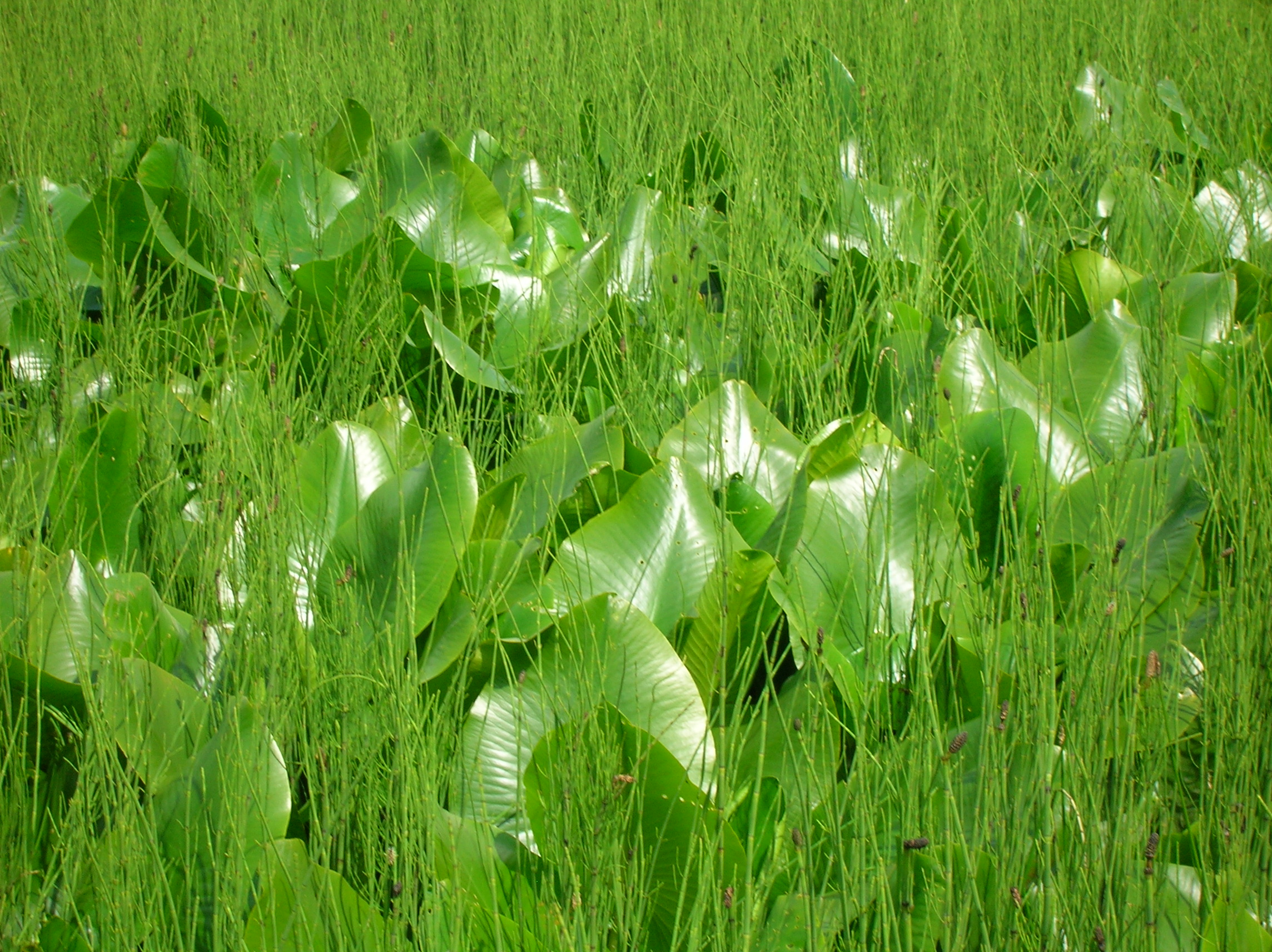
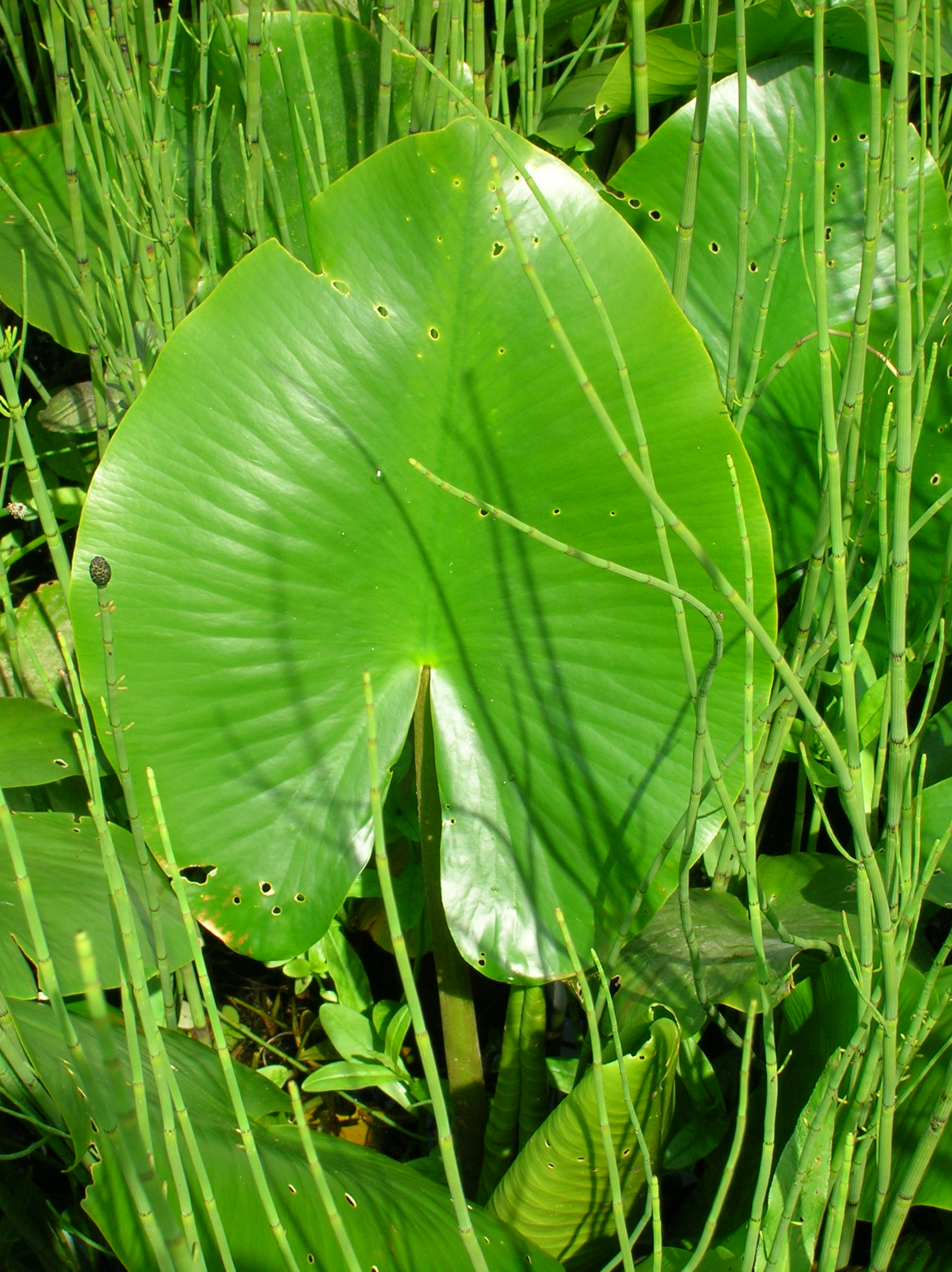